# Vũ Ngọc Lân
Vũ Ngọc Lân là Thiếu tướng Công an nhân dân Việt Nam. Ông hiện giữ chức vụ Phó Cục trưởng Cục Đối ngoại, Bộ Công an (Việt Nam).

## Tiểu sử
Vũ Ngọc Lân là đảng viên Đảng Cộng sản Việt Nam.
Tháng 11 năm 2015, Vũ Ngọc Lân là Đại tá công an, Phó Cục trưởng Cục Đối ngoại, Bộ Công an (Việt Nam).
Từ tháng 11 năm 2017, Vũ Ngọc Lân là Thiếu tướng Công an nhân dân Việt Nam, Phó Cục trưởng Cục Đối ngoại, Bộ Công an (Việt Nam).

## Lịch sử thụ phong quân hàm
- Đại tá
- Thiếu tướng (2017)